# Vindula rebeli
Vindula rebeli är en fjärilsart som beskrevs av Hans Fruhstorfer 1906. Vindula rebeli ingår i släktet Vindula och familjen praktfjärilar. Inga underarter finns listade i Catalogue of Life.